# Augsburg-Bahnhofsviertel

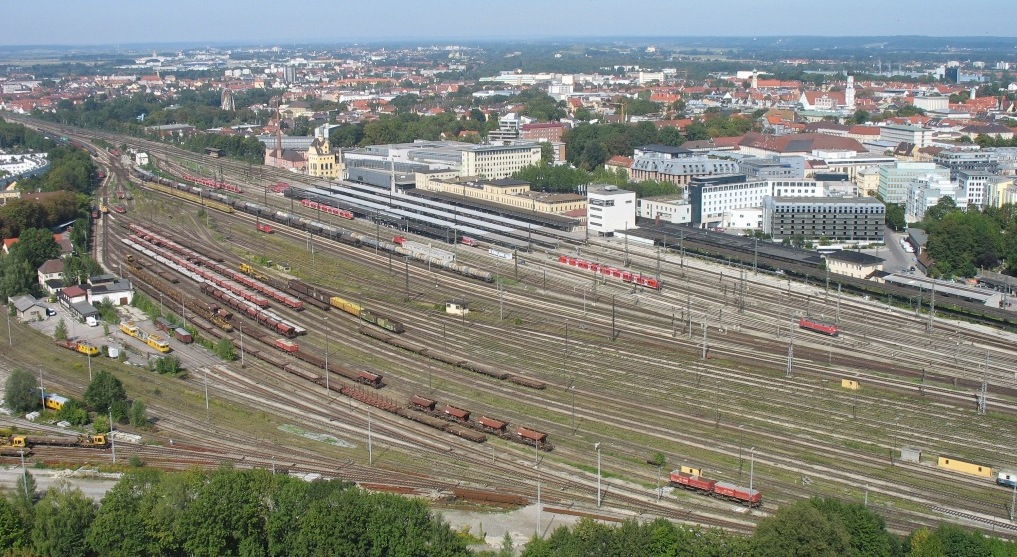
Das Bahnhofsviertel vom Augsburger Hotelturm aus gesehen – im Vordergrund liegt der Hauptbahnhof

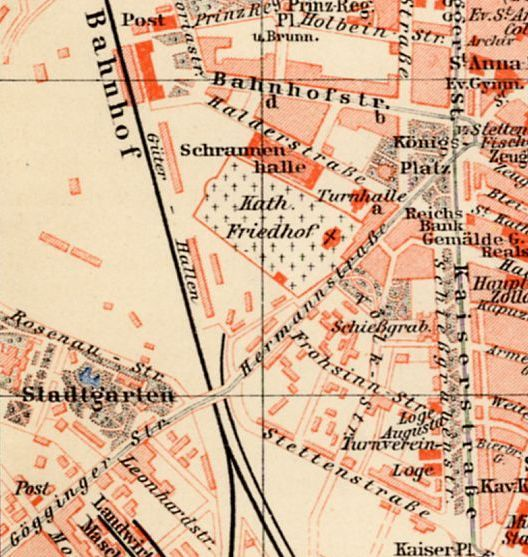
Stadtplanausschnitt Bahnhofsviertel um 1905

Das Bahnhofsviertel ist ein Stadtteil von Augsburg, der zum Planungsraum Innenstadt gehört. Zusammen mit dem Bismarckviertel und dem Beethovenviertel bildet es den 3. Stadtbezirk Bahnhofs- und Bismarckviertel.

## Geschichte
Mit seiner Entstehung ab dem Jahr 1845 ist das Augsburger Bahnhofsviertel einer der jüngeren Stadtteile der Fuggerstadt.
Als 1846 vor den mittelalterlichen Stadtmauern Augsburgs der Hauptbahnhof (heute der älteste noch im Betrieb befindliche Bahnhof einer deutschen Großstadt) eröffnet wurde, befand dieser sich zunächst inmitten von unerschlossenem Brachland und konnte nur umständlich über das Gögginger Tor erreicht werden. Auch die eigentliche Zuwegung war beschwerlich. So konnte man den neuen Bahnhof nur über einen schwach befestigten Weg erreichen, der den Namen Pferseer Gäßchen trug. Der Protest der Bürger ließ nicht lange auf sich warten.
Im Jahr 1862 – der Augsburger Hauptbahnhof hatte sich inzwischen zu einem der wichtigsten Bahnhöfe Bayerns entwickelt – verfügte die Stadtregierung den Abbruch des Gögginger Tores und der Stadtmauer vom heutigen Theodor-Heuss-Platz bis zum Stadttheater. Der Hauptbahnhof war nun nicht länger durch die alten Befestigungsanlagen vom Stadtzentrum abgeschnitten und auf den Freiflächen konnte ein moderner Stadtteil entstehen.
Entsprechend dem gründerzeitlichen Repräsentationswillen des ausgehenden 19. Jahrhunderts sollte die Bebauung des künftigen Bahnhofsviertels der steigenden Bedeutung der Fuggerstadt würdigen Ausdruck verleihen. So entstand zwischen dem neu angelegten Kaiserplatz (heute Theodor-Heuss Platz) im Süden und dem Stadttheater im Norden eine 48 Meter breite Allee, die von edlen Gründerzeitvillen der reichen Augsburger sowie großen Kaufhäusern gesäumt war. Am ehemaligen Standort des Gögginger Tores bildete der Königsplatz mit Park und Straßenbahnhaltestellen den Mittelpunkt des Boulevards.
Das Bahnhofsviertel selbst wurde überwiegend mit Wohn- und Geschäftshäusern im zeittypisch historisierenden Stil bebaut.
Während vor dem Zweiten Weltkrieg hauptsächlich die Bahnhofstraße die Rolle der „Lebensader“ im Bahnhofsviertel erfüllte, ist spätestens seit den 1970er-Jahren die Halderstraße die zweite Hauptachse vom Königsplatz zum Hauptbahnhof. Sie führt südlich des Bahnhofes zum Königsplatz. Ihre südseitige Bebauung stammt hauptsächlich aus den 1980er- und 1990er-Jahren, als mit dem Abriss einer großen Güterhalle der damaligen Bundesbahn große Freiflächen entstanden. Hier haben sich vor allem Versicherungen, Banken und Hotels niedergelassen. Kulturell und historisch bedeutendster Bau der Halderstraße ist die Augsburger Synagoge, ein Jugendstilbau aus dem Jahr 1914.

## Aktuelle Entwicklungen

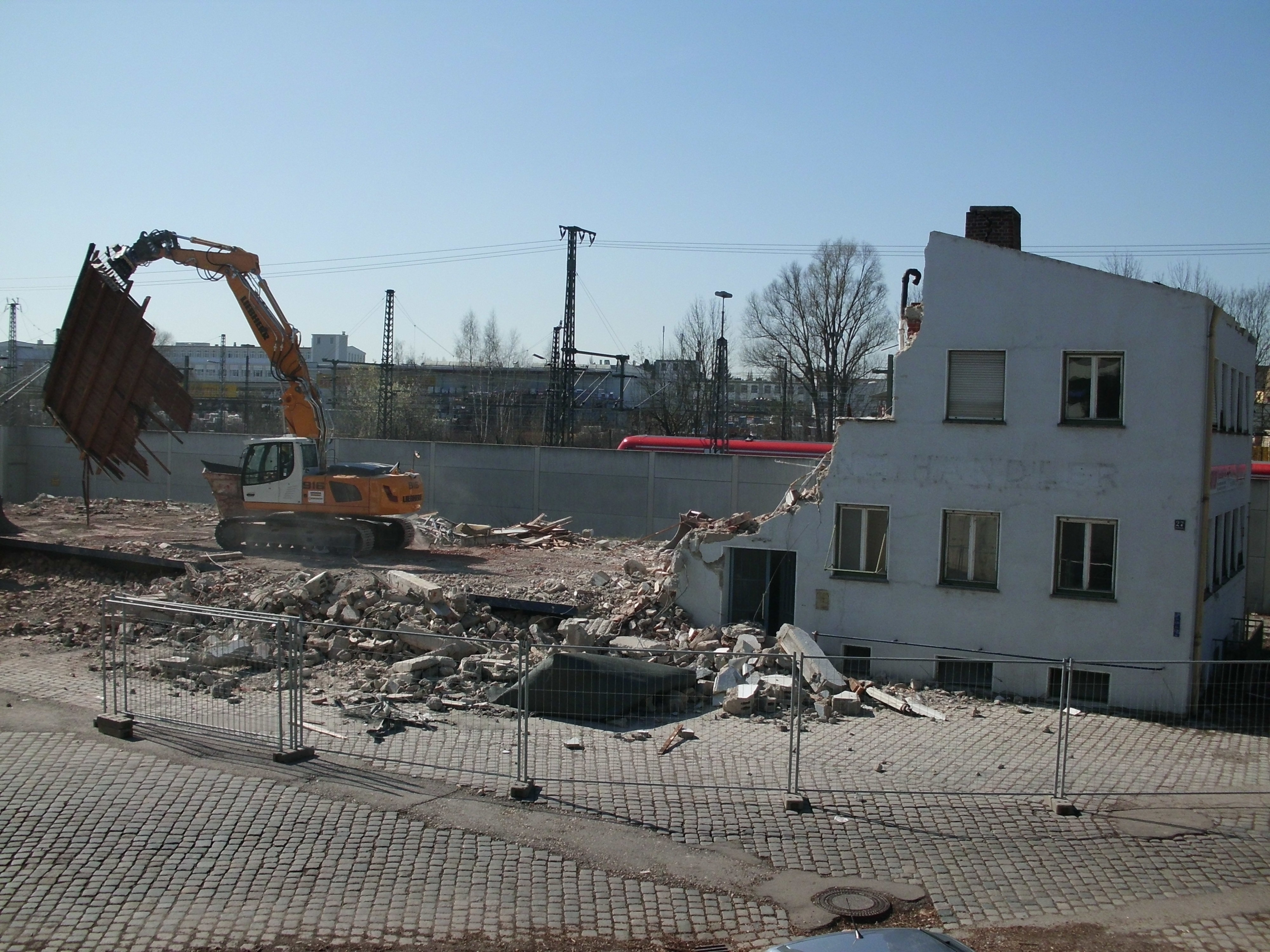
Abbruch eines Ladehofgebäudes

Nachdem die Nutzung der Ladehöfe südöstlich des Hauptbahnhofes Ende der 1990er Jahre aufgegeben wurde, entwickelten sich diese Flächen zu ungenutzten Brachflächen. Im Jahr 2012 wurde damit begonnen das Gelände für die Errichtung des so genannten Beethovenparks, ein Wohnquartier mit 230 Wohneinheiten, vorzubereiten. Zu diesem Zweck wurden zunächst Rodungs- und Abrissarbeiten durchgeführt.